# Pierre Thouvenel
Pour les articles homonymes, voir Thouvenel.
Pierre Thouvenel, né en 1745 à Sauville, et mort en 1815 à Paris, est un médecin français.

## Biographie
Après avoir fait ses études à la faculté de médecine de Montpellier, il est nommé en 1773 inspecteur des eaux minérales de Contrexéville. Il garde cette fonction jusqu'en 1781, passant l'hiver à Paris et l'été dans cette ville.
Il suscite à Paris, dans les années 1780, une controverse d'envergure en soutenant la validité des pratiques de sourciers.
Il est renié de la communauté scientifique parisienne, mais obtient le soutien du roi. Il s'exila en Italie à la Révolution française, puis revint pour être nommé médecin personnel de Louis XVIII. 
Il meurt le 1er mars 1815.

## Publications
- Mémoire chimique et médicinal sur la nature, les usages et les effets de l’air et des airs, des aliments et des médicaments relativement à l’économie animale ; ouvrage qui a remporté le prix double proposé par l’Académie de Toulouse pour l’année 1778, Paris : Didot le jeune, 1780, in-4º, 60 p.
- Traité sur le climat d’Italie, considéré sous ses rapports physiques, météorologiques et médicinaux, 4 volumes, 1798, Guiliari.
- Mémoire physique et médicinal de la baguette divinatoire du magnétisme et de l'électricité, Paris, Didot lejeune, 1781 (lire en ligne).

## Liens